# Sant Vicenç de Rus
Sant Vicenç de Rus és una església al terme de Castellar de n'Hug (Berguedà) inclosa en l'Inventari del Patrimoni Arquitectònic de Catalunya.S ant Vicenç de Rus és una església aïllada situada en una zona muntanyosa de prats i boscos.

## Arquitectura

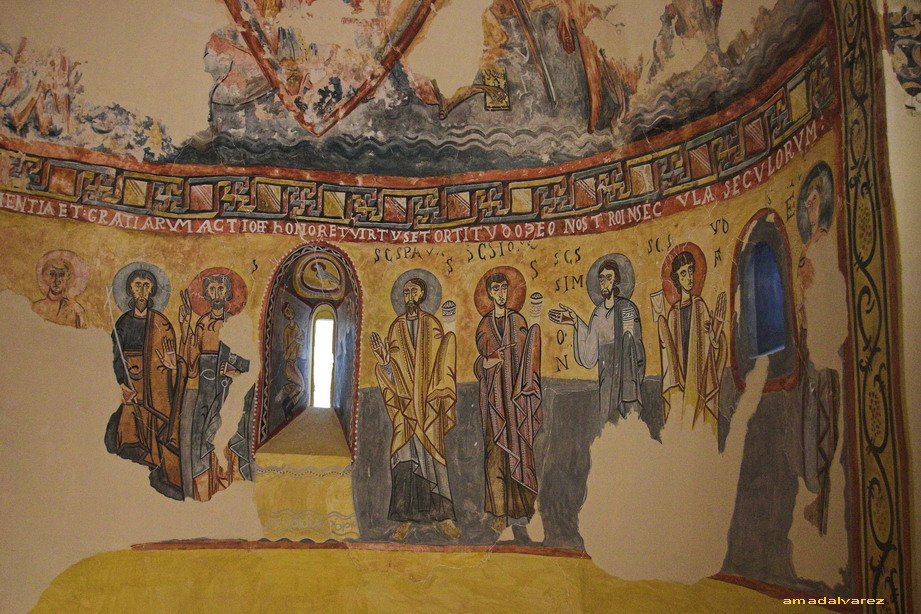
Pintures romàniques a Sant Vicenç de Rus

És d'una sola nau coberta amb volta de canó reforçada per un arc toral i coronada amb un absis de planta semicircular cobert amb quart d'esfera. El seu exterior conserva la decoració del primer romànic amb arcuacions cegues a l'absis. A banda i banda del presbiteri hi ha dues petites capelles laterals gòtiques obertes al gruix dels murs. La portalada, a migdia, és formada per un senzill exemplar d'arc de mig punt adovellat i conserva la porta de fusta amb ferramenta i forrellat de tradició romànica. Als peus hi ha un campanar d'espadanya de dues obertures. Als murs de la nau estan reforçats amb contraforts. Les pintures murals romàniques, del segle xii, són còpies de les originals, conservades al museu diocesà de Solsona, i les pintures gòtiques del segle xiii de la capella de Santa Magdalena han estat restaurades. Hi ha també un banc perimètric adossat a la nau. El campanar d'espadanya de dues obertures corona la façana de ponent. La coberta és a dues aigües de teules, a la nau, i de pissarra, a l'absis.

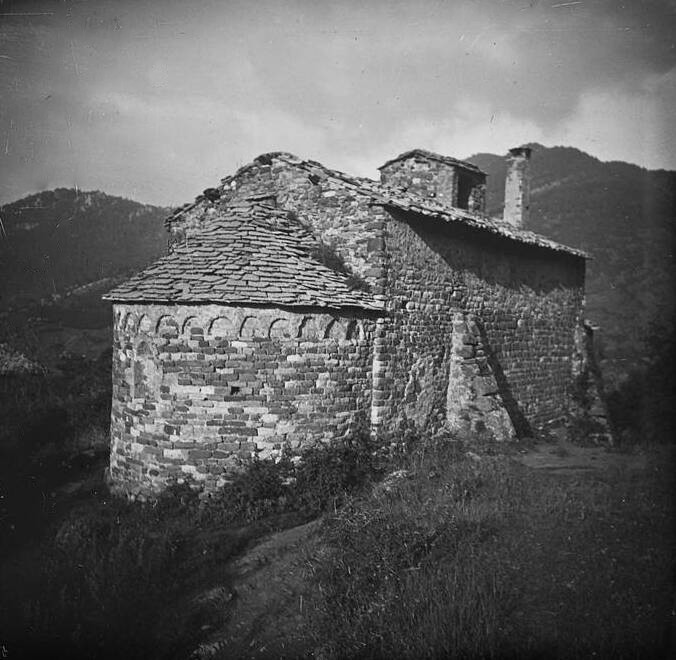
1918

Durant les campanyes de restauració fetes els anys 1983-1985 es va trobar una necròpoli amb tombes excavades a la roca d'entre els segles x i xii. També es van trobar restes de pintura mural decorant l'absis (segle xii) i la capella de Santa Magdalena (finals del segle xiii). Les pintures de l'absis són al Museu Diocesà i Comarcal de Solsona. En el temple es conserva una reproducció. Les pintures gòtiques es conserven in situ. Procedent d'aquest temple es conserva en el Museu Episcopal de Vic una Mare de Déu imatge de finals del segle xii que ha perdut la policromia.

## Història
La primera església preromànica és documentada des del 950 com una de les possessions del monestir de Sant Llorenç prop Bagà, la qual tenia cementiri propi (tombes excavades a la roca). El 6 de febrer de 1006 el bisbe d'Urgell Ot consagrà el nou edifici romànic; cap al 1300 es van obrir capelles laterals, prop de l'absis dedicades a Sta. Magdalena i a St. Andreu; aleshores el presbiteri quedà més gran i l'altar es col·locà centrat entre les capelles i es reforçaren els contraforts. Va sofrir destrosses als seus murs provocats pels terratrèmols dels anys 1420 i 1430. Durant el segle xviii va passar a dependre de Santa Maria de Castellar de n'Hug.
A començaments del s. XVII es construí la rectoria adossada a ponent que s'ha eliminat en el curs de les últimes restauracions. A finals del s. XVI o començaments del s. XVII la capella va perdre el seu caràcter parroquial i es convertí en sufragània de Castellar de n'Hug.